# 新浦街道
新浦街道，原名浦东街道，是中华人民共和国江苏省连云港市海州区下辖的一个街道办事处。
2014年9月，连云港市人民政府批复同意将浦东街道更名为新浦街道。

## 地名
新浦得名于清嘉庆三年，因其在板浦、卞家浦形成以后，故名新浦。原浦东街道和路南街道均设立于1960年，浦东街道因处于原新浦区东部而得名，是连云港市、区两级政府曾驻地，也是原新浦区主要的老城区和政治、经济、文化、商贸中心。老新浦较早的三条东西干道——民主路、建国路、解放路，也就是俗称的“大街”、“后街”、“南马路”。现浦东街道辖15个居民委员会，总人口4.7万人，辖区面积16.64平方千米。

## 行政区划
新浦街道下辖以下村级行政区划单位：
菜市社区、陇东社区、建国社区、民主社区、路北社区、同兴社区、市化社区、市民社区、机关社区、万润社区、站北社区、新桥社区、龙苑社区、市东社区和浦河社区。